# The Blackjacks
The Blackjacks was een professioneel worsteltag-team dat actief was in de World Wide Wrestling Federation (WWWF), World Class Championship Wrestling (WCCW), World Wrestling Association (WWA) en American Wrestling Association (AWA). De team bestond uit Blackjack Mulligan en Blackjack Lanza. Ze werden opgenomen in de WWE Hall of Fame in 2006.

## In worstelen
- Managers
  - Bobby Heenan
  - Lou Albano

## Kampioenschappen en prestaties
- Big Time Wrestling
  - NWA American Tag Team Championship (2 keer)

- World Wrestling Association
  - WWA World Tag Team Championship (1 keer)

- World Wide Wrestling Federation / World Wrestling Entertainment
  - WWWF World Tag Team Championship (1 keer)
  - WWE Hall of Fame (Class of 2006)